# Элдер, Александр
Александр Элдер (англ. Alexander Elder) — профессиональный трейдер, эксперт, консультант и один из мировых авторитетов в области биржевой торговли, технического анализа, психологии биржевого дела и финансов. Его книга «Trading for a Living» (в России издана под названием «Как играть и выигрывать на бирже»), выпущенная в 1993 году и переведенная на 12 языков, стала международным бестселлером и выдержала несколько изданий. Книга получила большое признание в профессиональной среде. Проживает в Нью-Йорке.

## Биография
Родился в СССР, в Ленинграде. Вырос в Эстонии. В 16 лет поступил на медицинский факультет университета в Тарту и в 22 года закончил его. После окончания университета устроился судовым врачом на торговое судно в Таллине. В 1974 году во время захода судна в Абиджан (крупнейший город Республики Кот-д’Ивуар, Западная Африка) попросил политического убежища в местном посольстве США, откуда его затем доставили непосредственно в Соединённые Штаты.
После стажировки в университетских клиниках Нью-Йорка учился в Нью-Йоркском психоаналитическом институте и работал редактором отдела газеты по психиатрии. Затем открыл в Нью-Йорке частную психиатрическую практику.
В конце 1970-х годов А.Элдер заинтересовался биржевыми операциями и начал вкладывать средства в акции и опционы. Основал компанию Financial Trading Seminars, Inc. (Нью-Йорк) и стал её директором. Профиль компании — подготовка специалистов в сфере биржевой торговли. А.Элдер проводит консультации, тренинги и семинары в области трейдинга в США, странах Азии, Австралии, Европе и России.
Александр Элдер о своем пути: «Мой путь к биржевому успеху был долгим: то головокружительные взлеты, то мучительные падения.
Двигаясь вперед или петляя, я не раз набивал себе шишки и разорял свой биржевой счет. После каждой неудачи я возвращался к работе в клинике, копил деньги, читал, размышлял, уточнял методику, а затем снова начинал играть».
Автор нескольких книг по биржевой торговле и психологии биржевого дела. Книга «Как играть и выигрывать на бирже» занимала первые строки рейтинга российских экономических бестселлеров журнала Коммерсантъ-Деньги. Его книга, «Come into My Trading Room» («Трейдинг с доктором Элдером» в русском издании), была признана лучшей книгой по версии авторитетного американского журнала Barron’s за 2002 год.

## Книги, аудиокниги, видеосеминары
Книги на английском языке:
- Alexander Elder. «Rubles to Dollars: Making Money on Russia’s Exploding Financial Frontier». Published by Prentice Hall, 1998. ISBN 978-0-7352-0062-3
- Alexander Elder. «Trading for a Living: Psychology, Trading Tactics, Money Management». Published by John Wiley & Sons Inc, 1993. ISBN 978-0-471-59224-2.
- Alexander Elder. «Trading for a Living: Psychology, Trading Tactics, Money Management, Study Guide». Published by John Wiley & Sons Inc, 1993. ISBN 978-0-471-59225-9. Задачник
- Alexander Elder. «Come Into My Trading Room: A Complete Guide to Trading». Published by John Wiley & Sons Inc, 2002. ISBN 978-0-471-22540-9.
- Alexander Elder. «Come Into My Trading Room: A Complete Guide to Trading, Study Guide». Published by John Wiley & Sons Inc, 2002. ISBN 978-0-471-22534-8. Задачник
- Alexander Elder. «Straying from the Flock: Travels in New Zealand». Published by John Wiley & Sons Inc, 2005. ISBN 978-0-471-71863-5. Фотоальбом о путешествии
- Alexander Elder. «Entries & Exits: Visits to 16 Trading Rooms». Published by John Wiley & Sons Inc, 2006. ISBN 978-0-471-67805-2. Издательство «Альпина Паблишер» готовит выпуск книги на русском языке.
- Alexander Elder. «Entries and Exits: Visits to Sixteen Trading Rooms, Study Guide». Published by John Wiley & Sons Inc, 2006. ISBN 978-0-471-65982-2. Задачник
- Alexander Elder. «Sell and Sell Short». Published by John Wiley & Sons Inc, 2008. ISBN 978-0-470-18167-6.
- Alexander Elder. «Study Guide for Sell and Sell Short». Published by John Wiley & Sons Inc, 2008. ISBN 978-0-470-20047-6. Задачник
- Alexander Elder. «The New Sell and Sell Short: How To Take Profits, Cut Losses, and Benefit From Price Declines», 2nd Edition. Published by John Wiley & Sons Inc, 2011. ISBN 978-0-470-63239-0. Переработанное и дополненное 2-е издание. Включает в себя новый раздел «Lessons of the bear market», а также задачник. Автор планирует издать данную книгу также и на русском языке.

Аудиокниги на английском языке:
- Alexander Elder. «Trading for a Living». 2000. Audio-CD; сокращенная версия; время звучания: 4 часа; читает: Richard Davidson
- Alexander Elder. «Come Into My Trading Room». Аудиокнига на 12-ти audio-CD; полный вариант, время звучания: 12 часов, читает: автор

Книги на русском языке:
- Александр Элдер. Как фиксировать прибыль, ограничивать убытки и выигрывать от падения цен: Продажа и игра на понижение. — М.: Альпина Паблишер, 2016. — 348 с. — ISBN 978-5-9614-5415-4.
- Александр Элдер. Самый сильный сигнал в техническом анализе: Расхождения  развороты трендов = Two Roads Diverged Trading Divergences. — М.: Альпина Паблишер, 2014. — 96 с. — ISBN 978-5-9614-2254-2.
- Александр Элдер. Трейдинг. Первые шаги = To Trade or Not to Trade: A Beginner's Guide. — М.: Альпина Паблишер, 2013. — 128 с. — ISBN 978-5-9614-2252-8.
- Александр Элдер. «Как играть и выигрывать на бирже: Психология. Технический анализ. Контроль над капиталом». © Элдер А, 1993. Издательство: «Альпина Паблишер», 2011. ISBN 978-5-9614-1587-2. Включает в себя задачник
- Александр Элдер. «Трейдинг с доктором Элдером: Энциклопедия биржевой игры». © Элдер А., 2003. «Альпина Паблишер», 2011. ISBN 978-5-9614-1642-8. Включает в себя задачник
- Александр Элдер. "Входы и выходы: 15 мастер-классов от профессионалов трейдинга ". © Элдер А., 2013. «Альпина Паблишер», 2013. ISBN 978-5-9614-1594-0.

Аудиокниги на русском языке:
- Александр Элдер. «Как играть и выигрывать на бирже: Психология. Технический анализ. Контроль над капиталом». Издательство: «Альпина Паблишер», 2011. Аудиокнига в формате mp3 на 2-х CD + буклет + файл-приложение с задачами и решениями; время звучания: 10 часов; читает: Юрий Абросимов

Видеоуроки на английском языке:
- Видеоурок для сайта MoneyShow.com: «Teach Yourself to Become a Better Trader» (на англ. языке; в четырёх частях; 06.2010)

Видеосеминары на русском языке:
- Александр Элдер. «Биржевая игра. Уроки мастерства от Александра Элдера». Издательство: «Альпина Паблишер», 2009. Видеосеминар 2008-го года на DVD + рабочая тетрадь

## Периодические издания
На английском языке:
- SpikeTrade.com − регулярные обзоры рынка, торговые планы и отчеты о реальных сделках доктора Элдера и других серьёзных трейдеров (на англ. языке)
- «Current Markets with Dr. Elder» − ежемесячные вебинары доктора Элдера: запись на новые семинары, покупка архивных записей (на англ. языке)
- Videos − видеоуроки от Элдера и видеозаписи с его ежегодных тренировочных лагерей (на англ. языке)
- SpikeTrade Reunion Recordings − доклады доктора Элдера и других серьёзных трейдеров на ежегодном съезде «SpikeTrade Reunion» (на англ. языке)